# Midnight Club II
Midnight Club II ist ein Rennspiel von Rockstar Games. Der Nachfolger von Midnight Club: Street Racing erschien 2003 zuerst für PlayStation 2 und noch im selben Jahr auch für Xbox und Windows. Das Computerspiel der Midnight-Club-Reihe wurde 2005 mit Midnight Club 3: DUB Edition fortgesetzt.

## Spielprinzip und Setting
Wie auch der Vorgänger findet Midnight Club II in einem nächtlichen Setting statt. Schauplatz sind in diesem Teil Los Angeles, Paris und Tokio. In Straßenrennen gilt es am schnellsten mehrere Checkpoints abzufahren. Zumeist in vorgegebener, in manchen Rennen aber auch in beliebiger Reihenfolge. Die offene Spielwelt kann auch abseits der Rennen frei erkundet werden. Die Städte bergen Abkürzungen und lokale Sehenswürdigkeiten, wie das Staples Center der Los Angeles Lakers, den Eiffelturm oder den Arc de Triomphe.
Die Fahrzeuge sind realen Fabrikaten nachempfunden, ohne dabei tatsächliche Modelle und Marken zu verkörpern, da das Spiel ohne Lizenzen von Fahrzeugherstellern auskommt. Ein Schadensmodell stellt die Beschädigung der Fahrzeuge visuell dar. Spürbare Auswirkungen gibt es allerdings erst, wenn der maximale Schaden erreicht ist und das Fahrzeug explodiert.
Das Spiel enthält einen Online-Modus für bis zu acht Spieler. Auf Konsolen steht auch ein lokaler Splitscreen-Mehrspielermodus zur Verfügung.

## Entwicklung
2002 gab Publisher Rockstar Games bekannt, dass die Angel Studios damit beauftragt wurden, einen Nachfolger zu Midnight Club: Street Racing zu entwickeln. Das Spiel mit dem Titel Midnight Club II befinde sich für die Plattformen PlayStation 2, PC und Xbox in Entwicklung und solle in den ersten Monaten des Jahres 2003 veröffentlicht werden. Am 15. November 2002 kündigte man die Veröffentlichung der PlayStation-2-Version für den 11. Februar des darauffolgenden Jahres an. Die Fassungen für PC und Xbox sollten im Frühling 2003 folgen. Ebenfalls im November 2002 wurde bekannt, dass die Rockstar-Mutterfirma Take 2 den Entwickler Angel Studios gekauft und in Rockstar San Diego umbenannt hatte.
Die Veröffentlichung für PlayStation 2 erfolgte schließlich am 8. April 2003. Am 4. Juni erschien das Spiel in Nordamerika auch für Xbox. Für PC soll das Spiel ab 2. Juli in Nordamerika und ab 11. Juli in Europa erhältlich gewesen sein.
Im Juli 2003 wurde zudem eine Demoversion mit drei spielbaren Fahrzeugen im LA-Level veröffentlicht.
Es wurden 6,1 Millionen US-Dollar für das Marketing des Spiels ausgegeben.
Im Jahr 2012 wurde das Spiel zeitweise kostenlos auf Steam verschenkt. Seit 2018 ist es dort nicht mehr zum Kauf verfügbar, bis auf eine kurzzeitige Ausnahme im April 2021, als das Spiel aufgrund eines Fehlers für knapp eine Stunde wieder bei Steam erwerbbar war.

## Rezeption
Das Spiel erhielt überwiegend positive Rezensionen. Heiko Klinge von GameStar kritisiert den hohen Schwierigkeitsgrad und die Grafik der  Fahrzeuge, lobt aber die Strecken und die Gegner-KI.

„Midnight Club 2 ist das heißeste Rennspiel des Sommers – für alle, die Nerven wie Drahtseile haben!“

IGN bemerkt im Fazit zur PC-Version, dass man gerne mehr Autos und die Level bei Tag gesehen hätte, dies aber nicht Teil von Midnight Club sei. Das Spiel fülle die Lücke, die Midtown Madness nach dem Xbox-exklusiven dritten Teil auf dem PC hinterlassen habe, perfekt. PC Games lobt die einfache Zugänglichkeit.